# Rafael Ramos de Lima
Rafael Ramos de Lima (Florianópolis, Brasil, 8 de marzo de 1986), más conocido como Rafael Lima, es un futbolista brasileño que juega como Defensor en el América Mineiro de la Serie B de Brasil

## Trayectoria
Rafael Lima nació en Florianópolis , Santa Catarina , y pasó su carrera de los jóvenes en el Figueirense . Haciendo su debut como un tiempo superior cedido en el Atlético Sorocaba en 2006, hizo su Série A debut el 20 de mayo de 2007 por partir de una pérdida 1-2 como visitante contra el Palmeiras.
Rafael Lima pasó otra oferta temporal en Ceará en 2008 antes de ser liberado por Figueira en junio de 2009. Posteriormente se trasladó al extranjero, uniéndose a EAU Golfo Arábigo Liga del club Sharjah FC .
Volviendo a Brasil en 2010, Rafael Lima pasó nueve meses en paro antes de unirse Internacional de Santa María de 2011 Campeonato Gaúcho . En diciembre de 2011, después de un breve período en Hercilio Luz , que firmó para Chapecoense.
Rafael Lima fue un titular indiscutible durante las promociones consecutivas de chapecoense en 2012 y 2013, siendo un capitán durante el proceso. Él anotó su primer gol en la categoría principal del fútbol brasileño el 3 de agosto de 2014, la compensación del juego sólo en un éxito en casa sobre el Flamengo.
Rafael Lima no estaba a bordo del vuelo 2933 de LaMia Airlines que se estrelló el 28 de noviembre de 2016, y este mató a 19 de sus compañeros de equipo.

## Estadísticas

### Clubes
- Actualizado al 29 de noviembre de 2016

| Club | Div.                | Temporada           | Liga  | Liga  | Liga   | Torneo Estatal(1) | Torneo Estatal(1) | Torneo Estatal(1) | Copas Nacionales(2) | Copas Nacionales(2) | Copas Nacionales(2) | Torneos Internacionales(3) | Torneos Internacionales(3) | Torneos Internacionales(3) | Total | Total | Total  |
| Club | Div.                | Temporada           | Part. | Goles | Asist. | Part.             | Goles             | Asist.            | Part.               | Goles               | Asist.              | Part.                      | Goles                      | Asist.                     | Part. | Goles | Asist. |
| --- | ------------------- | ------------------- | ----- | ----- | ------ | ----------------- | ----------------- | ----------------- | ------------------- | ------------------- | ------------------- | -------------------------- | -------------------------- | -------------------------- | ----- | ----- | ------ |
| Figueirense · Brasil | 1°                  | 2006                | 0     | 0     | 0      | 0                 | 0                 | 0                 | -                   | -                   | -                   | -                          | -                          | -                          | 0     | 0     | 0      |
| Figueirense · Brasil | Total               | Total               | 0     | 0     | 0      | 0                 | 0                 | 0                 | -                   | -                   | -                   | -                          | -                          | -                          | 0     | 0     | 0      |
| Sorocaba (cesión) · Brasil | 4°                  | 2006                | 0     | 0     | 0      | 0                 | 0                 | 0                 | -                   | -                   | -                   | -                          | -                          | -                          | 0     | 0     | 0      |
| Sorocaba (cesión) · Brasil | Total               | Total               | 0     | 0     | 0      | 0                 | 0                 | 0                 | -                   | -                   | -                   | -                          | -                          | -                          | 0     | 0     | 0      |
| Figueirense · Brasil | 1°                  | 2007                | 9     | 0     | 0      | 6                 | 0                 | 0                 | -                   | -                   | -                   | -                          | -                          | -                          | 15    | 0     | 0      |
| Figueirense · Brasil | Total               | Total               | 9     | 0     | 0      | 6                 | 0                 | 0                 | -                   | -                   | -                   | -                          | -                          | -                          | 15    | 0     | 0      |
| Ceará (cesión) · Brasil | 2°                  | 2008                | 0     | 0     | 0      | 8                 | 0                 | 0                 | -                   | -                   | -                   | -                          | -                          | -                          | 8     | 0     | 0      |
| Ceará (cesión) · Brasil | Total               | Total               | 0     | 0     | 0      | 8                 | 0                 | 0                 | -                   | -                   | -                   | -                          | -                          | -                          | 8     | 0     | 0      |
| Figueirense · Brasil | 1°                  | 2008                | 4     | 0     | 0      | 4                 | 0                 | 0                 | -                   | -                   | -                   | -                          | -                          | -                          | 8     | 0     | 0      |
| Figueirense · Brasil | 2°                  | 2009                | 1     | 0     | 0      | 1                 | 0                 | 0                 | -                   | -                   | -                   | -                          | -                          | -                          | 2     | 0     | 0      |
| Figueirense · Brasil | Total               | Total               | 5     | 0     | 0      | 5                 | 0                 | 0                 | -                   | -                   | -                   | -                          | -                          | -                          | 10    | 0     | 0      |
| Sharjah FC · Emiratos Árabes Unidos | 1°                  | 2009-10             | 0     | 0     | 0      | -                 | -                 | -                 | 0                   | 0                   | 0                   | -                          | -                          | -                          | 0     | 0     | 0      |
| Sharjah FC · Emiratos Árabes Unidos | 1°                  | 2010-11             | 0     | 0     | 0      | -                 | -                 | -                 | 0                   | 0                   | 0                   | -                          | -                          | -                          | 0     | 0     | 0      |
| Sharjah FC · Emiratos Árabes Unidos | Total               | Total               | 0     | 0     | 0      | -                 | -                 | -                 | 0                   | 0                   | 0                   | -                          | -                          | -                          | 0     | 0     | 0      |
| Inter de Santa Maria · Brasil | 5°                  | 2011                | 0     | 0     | 0      | 4                 | 0                 | 0                 | -                   | -                   | -                   | -                          | -                          | -                          | 4     | 0     | 0      |
| Inter de Santa Maria · Brasil | Total               | Total               | 0     | 0     | 0      | 4                 | 0                 | 0                 | -                   | -                   | -                   | -                          | -                          | -                          | 4     | 0     | 0      |
| Hercílio Luz · Brasil | 6°                  | 2011                | 0     | 0     | 0      | 14                | 1                 | 0                 | -                   | -                   | -                   | -                          | -                          | -                          | 14    | 1     | 0      |
| Hercílio Luz · Brasil | Total               | Total               | 0     | 0     | 0      | 14                | 1                 | 0                 | -                   | -                   | -                   | -                          | -                          | -                          | 14    | 1     | 0      |
| Chapecoense · Brasil | 3°                  | 2012                | 12    | 0     | 0      | 4                 | 1                 | 0                 | -                   | -                   | -                   | -                          | -                          | -                          | 16    | 1     | 0      |
| Chapecoense · Brasil | 2°                  | 2013                | 35    | 0     | 1      | 21                | 1                 | 0                 | -                   | -                   | -                   | -                          | -                          | -                          | 56    | 1     | 1      |
| Chapecoense · Brasil | 1°                  | 2014                | 32    | 1     | 0      | 19                | 1                 | 0                 | 3                   | 1                   | 0                   | -                          | -                          | -                          | 54    | 3     | 0      |
| Chapecoense · Brasil | 1°                  | 2015                | 24    | 0     | 1      | 18                | 0                 | 0                 | 2                   | 0                   | 0                   | 2                          | 0                          | 0                          | 46    | 0     | 1      |
| Chapecoense · Brasil | 1°                  | 2016                | 6     | 0     | 0      | 7                 | 0                 | 0                 | 6                   | 1                   | 0                   | 1                          | 0                          | 0                          | 20    | 1     | 0      |
| Chapecoense · Brasil | Total               | Total               | 109   | 1     | 2      | 69                | 3                 | 0                 | 11                  | 2                   | 0                   | 3                          | 0                          | 0                          | 192   | 6     | 2      |
| Total en su carrera | Total en su carrera | Total en su carrera | 123   | 1     | 2      | 106               | 4                 | 0                 | 11                  | 2                   | 0                   | 3                          | 0                          | 0                          | 243   | 7     | 2      |
| (1)Incluidos los datos de la Campeonato Catarinense (2006-09, 2011-16), Campeonato Cearense (2008) y Campeonato Gaúcho (2011) (2)Incluidos los datos de la Copa de Brasil (2014, 2015, 2016) (3)Incluidos los datos de la Copa Sudamericana (2015, 2016) |                     |                     |       |       |        |                   |                   |                   |                     |                     |                     |                            |                            |                            |       |       |        |

## Palmarés

### Campeonatos estatales
| Título                 | Club        | País   | Año  |
| ---------------------- | ----------- | ------ | ---- |
| Campeonato Catarinense | Figueirense | Brasil | 2006 |
| Campeonato Catarinense | Chapecoense | Brasil | 2016 |

### Campeonatos internacionales
| Título            | Equipo      | Sede   | Año  |
| ----------------- | ----------- | ------ | ---- |
| Copa Sudamericana | Chapecoense | Brasil | 2016 |